# Controverses sur la psychiatrie
La psychiatrie a toujours été perçue comme un domaine controversé, tant par les patients qu'elle prend en charge, que par les sociologues et les psychiatres eux-mêmes. Plusieurs facteurs expliquent cette controverse, parmi lesquels la subjectivité du diagnostic, l'utilisation du diagnostic et du traitement à des fins de contrôle social et politique, notamment la détention de citoyens et leur traitement sans leur consentement, les effets secondaires de traitements tels que l'électroconvulsivothérapie, les antipsychotiques et des procédures historiques comme la lobotomie:28 et d’autres formes de psychochirurgie ou la cure de Sakel, et l’histoire du racisme au sein de la profession aux États-Unis.
De plus, plusieurs groupes expriment des critiques ou une hostilité totale envers la psychiatrie. Le Critical Psychiatry Network rassemble des psychiatres qui remettent en question cette discipline.

## Remise en question du concept de «maladie mentale»

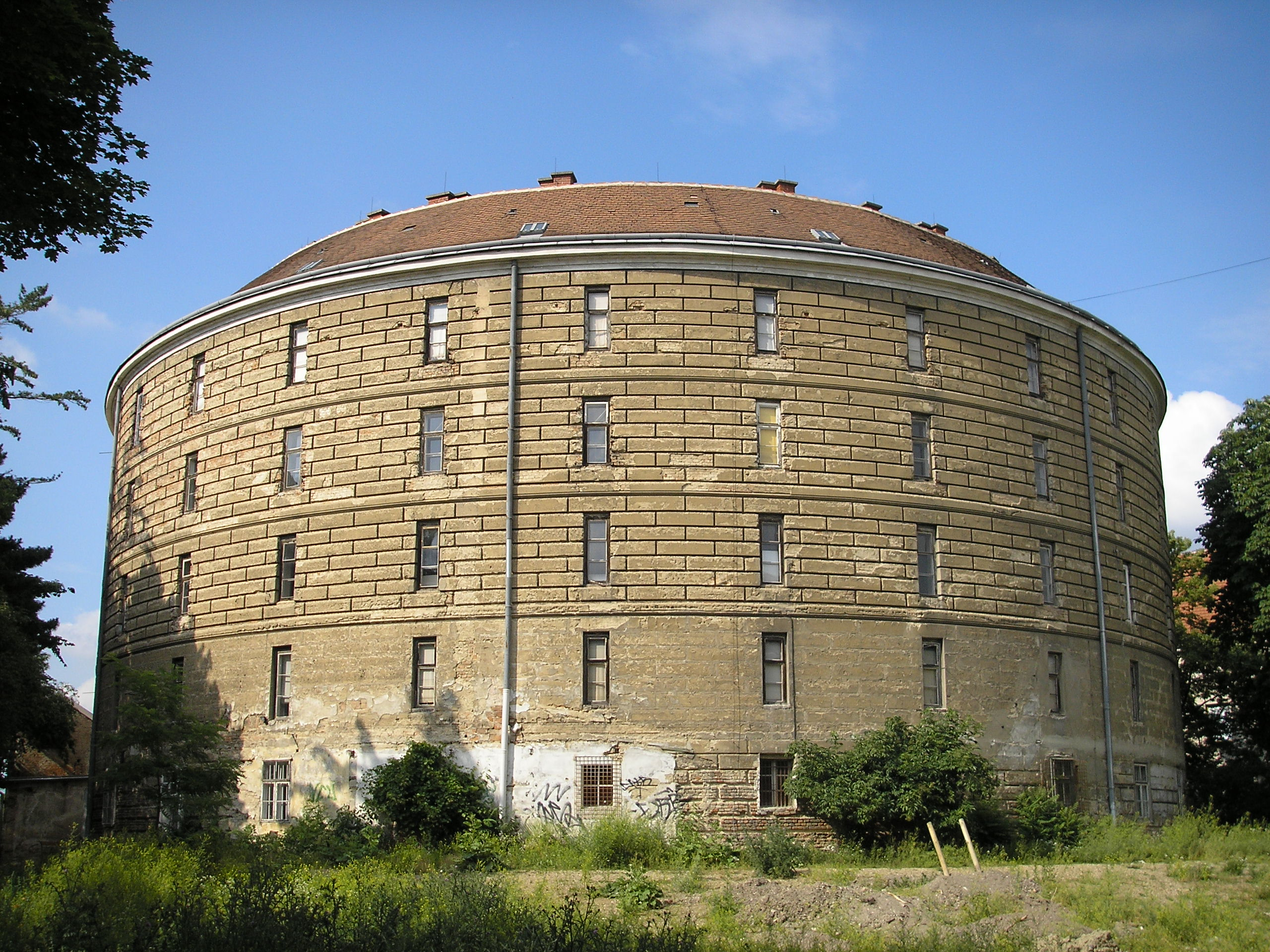
La Narrenturm de Vienne, qui signifie « tour des fous » en allemand, était l'un des premiers bâtiments spécifiquement conçus comme une « maison de fous ». Il a été construit en 1784.

Depuis les années 1960, la notion de maladie mentale a été mise en doute. Les sociologues Erving Goffman et Thomas Scheff ont argumenté que la maladie mentale n'était qu'un exemple supplémentaire de la manière dont la société étiquette et contrôle les individus qui ne se conforment pas aux normes:102. Les psychologues comportementaux ont remis en question le recours fondamental de la psychiatrie à des concepts indiscutables ou infalsifiables, et les militants des droits des homosexuels ont critiqué l'inclusion par l'APA de l'homosexualité comme trouble mental dans le DSM. Au cours des dernières décennies, les perceptions sociétales de l'homosexualité ont évolué : elle n'est plus considérée comme une maladie mentale et est désormais davantage acceptée par la société. Un autre exemple remettant en question les conceptions de la maladie mentale est l'expérience menée par le professeur David Rosenhan, largement médiatisée sous le nom d'expérience de Rosenhan, qui a été vue comme une critique de l'efficacité du diagnostic psychiatrique.

## Médicalisation

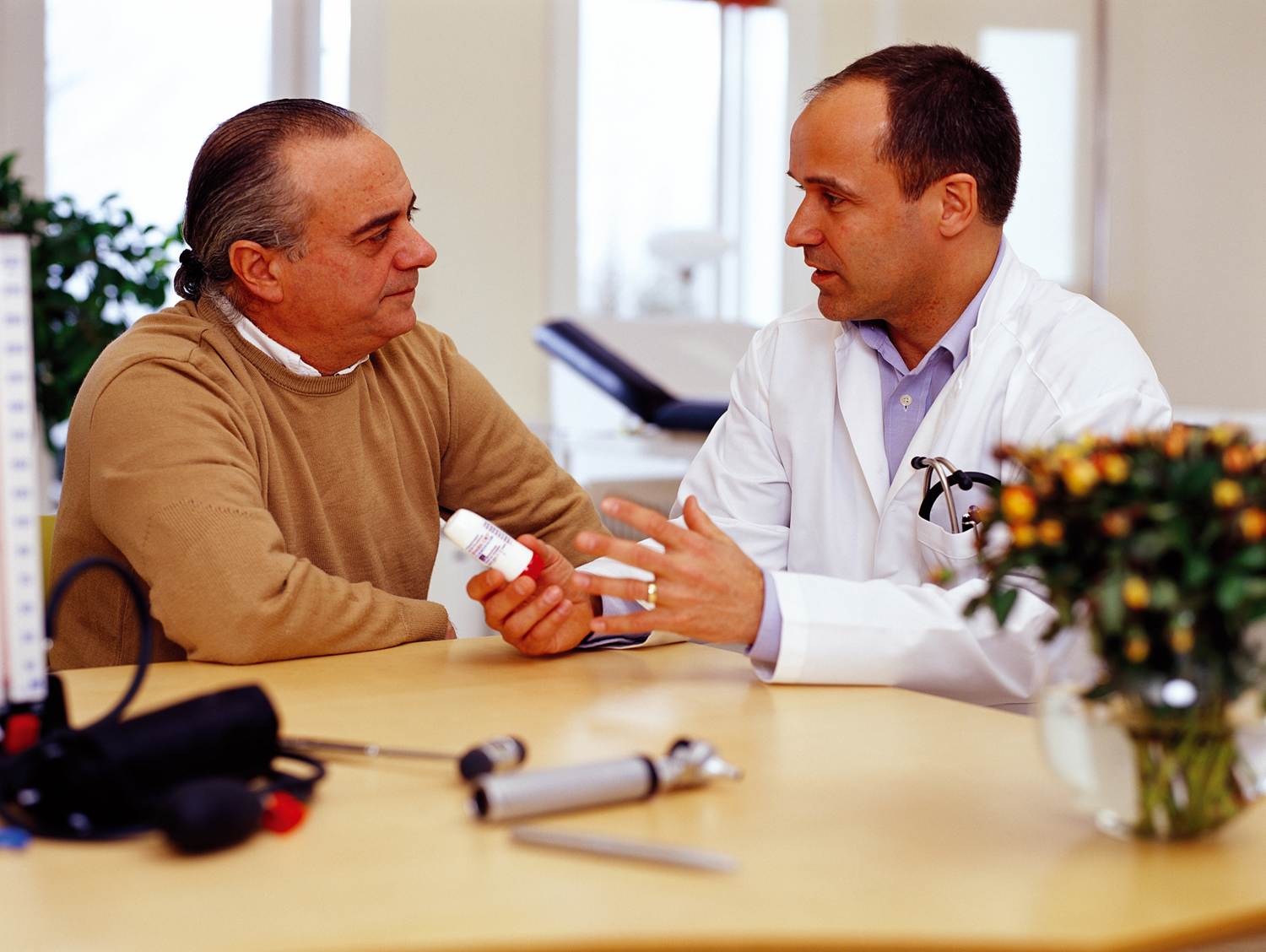
Conversation entre médecin et patient

La médicalisation, un concept clé en sociologie de la médecine, désigne le processus par lequel des problèmes ou conditions humaines sont définis et abordés comme des affections médicales, devenant ainsi l'objet de recherches, de diagnostics, de prévention ou de traitements médicaux. Ce phénomène peut être motivé par de nouvelles découvertes ou théories sur certaines maladies, par l'évolution des attitudes sociales ou des facteurs économiques, ou encore par l'émergence de nouveaux médicaments ou traitements.
Depuis plusieurs années, de nombreux psychiatres, comme David Rosenhan, Peter Breggin, Paula Caplan, Thomas Szasz, ainsi que des critiques extérieurs à la psychiatrie, tels que Stuart A. Kirk, ont reproché à cette discipline de procéder à une médicalisation systématique de la normalité. Plus récemment, ces préoccupations sont venues de personnes ayant travaillé pour l'APA elles-mêmes (comme par exemple, Robert Spitzer, Allen Frances):185. Ainsi, en 2013, Allen Frances a affirmé que « le diagnostic psychiatrique repose toujours exclusivement sur des jugements subjectifs faillibles plutôt que sur des tests biologiques objectifs »,.
Le concept de médicalisation a été développé par des sociologues pour expliquer comment les connaissances médicales sont utilisées pour traiter des comportements qui ne présentent pas de caractéristiques médicales ou biologiques évidentes. Le terme médicalisation est entré dans la littérature sociologique dans les années 1970, dans les travaux d’ Irving Zola, Peter Conrad et Thomas Szasz, entre autres. Ces sociologues considéraient la médicalisation comme une forme de contrôle social, où l'autorité médicale s'étendait à des aspects de la vie quotidienne, et ils s'opposaient à cette médicalisation au nom de la libération. Cette critique a été intégrée dans des ouvrages comme « La découverte de l'hyperkinésie : notes sur la médicalisation de la déviance » de Conrad, publié en 1973 (l'hyperkinésie étant le terme utilisé à l'époque pour ce que nous appelons aujourd'hui le TDAH), et « Le mythe de la maladie mentale » de Szasz,.
Ces sociologues ne considéraient pas la médicalisation comme un phénomène récent, soulignant que les autorités médicales se sont toujours intéressées au comportement social et ont traditionnellement agi en tant qu'agents de contrôle social (Foucault, 1965 ; Szasz, 1970 ; Rosen). Toutefois, ces auteurs pensaient que l'avancée des technologies avait élargi le potentiel de la médicalisation en tant que forme de contrôle social, notamment à travers ce qu'ils appelaient la « psychotechnologie » (Chorover, 1973).
Dans son ouvrage de 1975, Les limites de la médecine : Némésis médicale, Ivan Illich a été l'un des premiers à utiliser le terme de « médicalisation ». Le philosophe y soutenait que la profession médicale nuisait aux individus par le biais de l'iatrogénèse, un phénomène où les maladies et problèmes sociaux se multiplient à la suite des interventions médicales. Illich identifiait l'iatrogénèse à trois niveaux : clinique, lorsque les effets secondaires deviennent plus graves que la condition initiale ; social, où la population devient docile et dépendante de la médecine pour faire face aux défis de la vie quotidienne ; et structurel, où la médicalisation de la vieillesse et de la mort transforme ces processus naturels en pathologies, affaiblissant ainsi la capacité des individus et des sociétés à les affronter.
Les marxistes, tels que Vicente Navarro (1980), ont associé la médicalisation à une société capitaliste oppressive. Ils soutenaient que la médecine dissimulait les causes profondes des maladies, telles que les inégalités sociales et la pauvreté, et traitait la santé comme un problème individuel. D'autres ont exploré le pouvoir et le prestige de la profession médicale, soulignant l'utilisation d'une terminologie visant à mystifier et l'application de règles professionnelles destinées à exclure ou subordonner les autres.
Certains affirment qu'en pratique, le processus de médicalisation prive les individus de leur contexte social, les réduisant à des notions dictées par l'idéologie biomédicale dominante. Cela conduit à négliger les causes sociales profondes, telles que la répartition inégale du pouvoir et des ressources. Une série de publications de Mens Sana Monographs s'est concentrée sur la médecine en tant qu'entreprise capitaliste,,.

## Abus politique
Dans les pays instables, les prisonniers politiques sont parfois enfermés et maltraités dans des institutions psychiatriques:3. Le diagnostic de maladie mentale permet à l'État de retenir des individus contre leur volonté et d'imposer une thérapie, tant dans leur intérêt que dans celui de la société en général. De plus, recevoir un diagnostic psychiatrique peut en soi être considéré comme oppressant:94. Dans un État monolithique, la psychiatrie peut être utilisée pour éviter les procédures juridiques habituelles destinées à établir la culpabilité ou l'innocence, permettant ainsi l'incarcération politique sans la stigmatisation habituelle des procès politiques. Le recours aux hôpitaux au lieu des prisons empêche les victimes de recevoir une assistance juridique devant les tribunaux, rend possible l’incarcération indéfinie et discrédite les individus et leurs idées:29. De cette manière, lorsque les procès ouverts sont indésirables, ils sont évités:29.
L'histoire regorge d'exemples d'abus de pouvoir politique confiés à des médecins, en particulier des psychiatres, comme ce fut le cas pendant l'ère nazie et le régime soviétique, où les dissidents politiques étaient étiquetés comme « malades mentaux » et soumis à des « traitements » inhumains. Entre les années 1960 et 1986, l'abus de la psychiatrie à des fins politiques a été signalé de manière systématique en Union soviétique, et de façon occasionnelle dans d'autres pays d'Europe de l'Est, tels que la Roumanie, la Hongrie, la Tchécoslovaquie et la Yougoslavie. L'incarcération des dissidents politiques dans les hôpitaux psychiatriques d'Europe de l'Est et de l'ex-URSS a gravement entaché la crédibilité de la pratique psychiatrique dans ces pays, tout en provoquant une condamnation virulente de la part de la communauté internationale. Des abus politiques de la psychiatrie ont également lieu en République populaire de Chine et en Russie. Les diagnostics psychiatriques tels que le diagnostic de « schizophrénie torpide » chez les dissidents politiques en URSS ont été utilisés à des fins politiques:77.

## Histoire du racisme en psychiatrie aux États-Unis
L'histoire du racisme en psychiatrie remonte à l'époque de l'esclavage et de la ségrégation aux États-Unis. Ce phénomène illustre le concept de racisme scientifique, qui affirme à tort que la science et d'autres formes de preuves empiriques justifient le racisme et confirment des théories d'infériorité raciale.

### Diagnostic
Les diagnostics psychiatriques étaient marqués par le statut des Noirs, qu'ils soient libres ou esclaves. Les esclaves étaient jugés insuffisamment civilisés pour être diagnostiqués comme fous, tandis que les Noirs libres étaient souvent surdiagnostiqués comme fous, avec des taux de diagnostic bien plus élevés que ceux observés chez les Blancs. Au XIXe siècle, des diagnostics spécifiques ont été créés pour les Noirs, tels que la drapétomanie et la dysesthésie éthiopienne. Ces troubles étaient censés expliquer pourquoi les esclaves s'échappaient et pourquoi certains étaient perçus comme paresseux ou manquaient d'une forte éthique de travail, servant ainsi à justifier l'institution de l'esclavage. Des figures politiques influentes, à l'instar de John C. Calhoun, ont utilisé ces prétendues « preuves » pour défendre l'esclavage, soutenant que les Noirs libres ne pouvaient être responsables de leur propre vie et qu'ils finiraient par sombrer dans la folie. Tout au long du XIXe siècle, les diagnostics psychiatriques et les théories racistes prétendument scientifiques ont été employés pour médicaliser la noirceur, consolidant ainsi les systèmes d'esclavage et de racisme, et limitant davantage les droits, la liberté et l'humanité des Noirs.

### Racisme scientifique
Les partisans du racisme scientifique ont historiquement cherché à « prouver » que les Noirs étaient inférieurs sur les plans physiologique et cognitif par des hypothèses et des préjugés erronés. Alimentés par une interprétation déformée du biodéterminisme, les experts en neuroanatomie et en psychiatrie ont comparé de manière disproportionnée les cerveaux d'individus noirs et blancs pour appuyer leurs programmes raciaux prétendument fondés sur la « science »,.

### Stérilisation obligatoire
La proportion de personnes Noires internées dans des établissements pour patients considérés comme « imparfaits et imbéciles » a augmenté à la fin du XIXe et au début du XXe siècle. La psychiatrie a renforcé la croyance erronée et raciste selon laquelle, si les individus étaient laissés à eux-mêmes, ils ne parviendraient pas à maintenir un état de décence. Au début du XXe siècle, les Noirs ont été victimes de stérilisations disproportionnées dans le cadre de programmes eugéniques, visant à stériliser de manière obligatoire ceux jugés déficients mentaux ou recevant des prestations sociales. L'idée selon laquelle les gènes des personnes qualifiées de malades mentales étaient indésirables a été utilisée pour justifier la stérilisation, un processus souvent supervisé par des médecins, y compris des psychiatres.

### Hôpitaux
La ségrégation au sein des institutions psychiatriques et des hôpitaux constitue un autre exemple marquant du racisme dans l'histoire de la psychiatrie. Au XIXe siècle, de nombreux hôpitaux psychiatriques excluaient ou ségréguaient les patients noirs, ou bien admettaient des esclaves noirs pour qu'ils travaillent à l'hôpital en échange de soins. Les pionniers de la psychiatrie eux-mêmes défendaient l'idée que les Noirs étaient des citoyens de rang inférieur, appartenant à une classe inférieure, et devaient être traités séparément et différemment des patients blancs. Au fil du temps, la ségrégation raciale au sein des hôpitaux a évolué, donnant naissance à des établissements entièrement séparés pour les patients blancs et noirs, chacun recevant des traitements et des soins de qualité distincts. Après la guerre civile, des figures politiques ont affirmé que l'émancipation avait entraîné une hausse significative des cas de folie parmi les Noirs, et ont justifié la création d'asile réservés exclusivement aux Noirs pour répondre à cette soi-disant augmentation. De nombreux hôpitaux, notamment dans le sud des États-Unis, ont refusé d'admettre des patients noirs jusqu'à ce qu'ils y soient finalement obligés. Le dernier hôpital ségrégué a ouvert ses portes en 1933. Des arguments largement répandus soutenaient également que les patients noirs étaient plus difficiles à prendre en charge dans les établissements psychiatriques, ce qui compliquait les soins et justifiait la nécessité d'institutions séparées.
Jusqu’à la fin des années 1960, de nombreux hôpitaux sont restés ségrégués. Cela a eu des conséquences profondes sur l'accès des minorités raciales aux soins psychiatriques dans les établissements et hôpitaux psychiatriques aux États-Unis. Lorsque l'administration de Lyndon B. Johnson a annoncé qu'aucun hôpital séparé ne recevrait de fonds fédéraux de Medicare, les hôpitaux ont rapidement amorcé un processus d'intégration pour pouvoir continuer à bénéficier de ce financement. En janvier 1966, environ deux tiers des hôpitaux du Sud étaient des établissements ségrégués, et de nombreux établissements du Nord maintenaient encore des pratiques de ségrégation. Un an plus tard, en janvier 1967, il ne restait que très peu d'hôpitaux aux États-Unis pratiquant encore la ségrégation. La ségrégation au sein des institutions psychiatriques et des hôpitaux constitue ainsi un exemple marquant de l'histoire du racisme en psychiatrie.

### Dans la profession
Les psychiatres noirs ont fréquemment été confrontés au racisme en tant que praticiens dans ce domaine. Une partie de cette histoire est explorée dans le livre de Jeanne Spurlock, Black Psychiatrists and American Psychiatry, publié en 1999, où elle dresse le profil des psychiatres noirs ayant marqué la psychiatrie américaine et relate leurs expériences au sein de la profession. Lors du mouvement des droits civiques, les psychiatres noirs ont fait part à l'APA de leurs préoccupations concernant l'ignorance des besoins des communautés noires et des psychiatres noirs au sein de l'organisation professionnelle. En 1969, un contingent de psychiatres noirs a présenté une liste de 9 préoccupations au conseil d’administration de l’APA concernant les expériences de racisme structurel dans le domaine. Leurs « 9 points » représentaient un large éventail d’expériences de discrimination, tant du point de vue des praticiens et des patients, qu’au niveau institutionnel et individuel, et le groupe exigeait un changement au sein de l’APA. Par exemple, ils ont exigé une plus grande représentation des dirigeants noirs au sein des comités de l'APA ainsi que la déségrégation de tous les établissements de santé mentale, qu'ils soient publics ou privés, aux États-Unis.
En 2020, au sein de la psychiatrie, les groupes historiquement sous-représentés continuent d'être moins représentés en tant que résidents, professeurs et médecins en exercice par rapport à leur proportion dans la population américaine.

## Nature du diagnostic

### Arbitrarité
La psychiatrie a été critiquée pour la diversité des maladies et troubles mentaux qu'elle englobe. Les diagnostics, autrefois considérés comme valides, ont évolué au fil du temps en fonction des normes sociales. Par exemple, l'homosexualité était jadis classée comme une maladie mentale, mais elle ne l'est plus aujourd'hui en raison du changement des attitudes sociétales. Les troubles historiques qui ne sont plus reconnus comprennent l'orthorexie mentale[réf. nécessaire], la dépendance sexuelle, le syndrome d'aliénation parentale, l'évitement pathologique de la demande et le trouble de dépendance à Internet. Les nouveaux troubles comprennent l'accumulation compulsive et l'hyperphagie.
L'acte de diagnostic lui-même a été critiqué pour son caractère arbitraire, certaines pathologies étant surdiagnostiquées. Des individus peuvent se voir diagnostiquer un trouble mental même s'ils ne présentent aucun problème apparent dans leur comportement. En Virginie, aux États-Unis, il a été révélé que jusqu'à 33 % des garçons blancs sont diagnostiqués avec un TDAH, un phénomène qui a suscité des préoccupations au sein de la communauté médicale.
Thomas Szasz a argumenté que les diagnostics de santé mentale étaient utilisés pour étiqueter les comportements qui enfreignent les normes sociales. Bill Fullford a introduit le concept de « diagnostic de santé mentale chargé de valeurs », suggérant que la santé mentale se situe entre la santé physique et un jugement moral. Dans ce cadre, les troubles de la personnalité sont perçus comme peu factuels et fortement influencés par des valeurs, tandis que le délire est considéré comme factuel et peu influencé par des valeurs:104.

### Base biologique
En 2013, le psychiatre Allen Frances a exprimé l'opinion que « le diagnostic psychiatrique repose encore principalement sur des jugements subjectifs faillibles, plutôt que sur des tests biologiques objectifs »,,.
Mary Boyle affirme que la psychiatrie est en réalité l'étude du comportement, mais qu'elle se présente comme l'étude du cerveau, en se basant sur un lien supposé entre les comportements observés et la fonction biologique du cerveau. Elle soutient que, dans le cas de la schizophrénie, c'est le comportement étrange des individus qui justifie l'hypothèse d'une cause biologique pour ce comportement, plutôt que des preuves concrètes à l'appui:236.
Elle soutient que le concept de schizophrénie et sa prétendue base biologique servent une fonction sociale pour les psychiatres. Selon elle, le concept de schizophrénie est indispensable à la psychiatrie pour qu'elle soit perçue comme une discipline médicale, et le lien biologique invoqué permet aux psychiatres de se prémunir contre les accusations de contrôle social. Elle affirme également que la croyance dans la base biologique de la schizophrénie est maintenue par une distorsion des données sous-jacentes, souvent relayée par des sources secondaires. En outre, elle estime que ce concept offre aux familles, aux psychiatres et à la société la possibilité d'éviter d'assumer la responsabilité des torts infligés aux individus et de l'inefficacité des traitements:238.

### Diagnostic de la schizophrénie
Les problèmes sous-jacents liés à la schizophrénie seraient mieux compris comme faisant partie d'un spectre de conditions ou comme des dimensions individuelles selon lesquelles chacun varie plutôt que par une catégorie diagnostique basée sur une limite arbitraire entre normal et pathologique. Cette approche semble être en accord avec les recherches sur la schizotypie et avec la prévalence relativement élevée d'expériences psychotiques, notamment des croyances délirantes non pénibles, au sein de la population générale,,. Conformément à cette observation, le psychologue Edgar Jones et les psychiatres Tony David et Nassir Ghaemi, après avoir examiné la littérature existante sur les délires, ont souligné que la définition du délire manquait souvent de cohérence et d'exhaustivité. Ils ont fait remarquer que les délires ne sont pas nécessairement fixes ni faux et n'impliquent pas obligatoirement la présence de preuves irréfutables,,.
Nancy Andreasen a critiqué les critères actuels du DSM-IV et de la CIM-10, qui sacrifient la validité diagnostique au profit d'une amélioration artificielle de la fiabilité[réf. nécessaire]. Elle avance que l'accent excessif mis sur la psychose dans les critères diagnostiques, bien qu'il améliore la fiabilité du diagnostic, néglige des troubles cognitifs plus fondamentaux, qui sont plus complexes à évaluer en raison de leur grande variabilité dans les manifestations,. Ce point de vue est soutenu par d’autres psychiatres. Dans cette optique, Ming Tsuang et ses collègues affirment que les symptômes psychotiques peuvent constituer un état final partagé par divers troubles, y compris la schizophrénie, plutôt qu'un indicateur d'une étiologie spécifique à cette maladie. Ils soulignent également qu'il existe peu de fondements pour considérer la définition opérationnelle du DSM comme la « véritable » conception de la schizophrénie. Le neuropsychologue Michael Foster Green est allé plus loin en suggérant que la présence de déficits neurocognitifs spécifiques pourrait être utilisée pour construire des phénotypes alternatifs à ceux qui sont purement basés sur les symptômes. Ces déficits prennent la forme d’une réduction ou d’une altération des fonctions psychologiques de base telles que la mémoire, l'attention, la fonction exécutive et la résolution de problèmes,.
L'absence des composantes affectives dans les critères de la schizophrénie, malgré leur présence constante en milieu clinique, a également provoqué des débats. Cette omission dans le DSM a conduit à la création d'un trouble distinct, qualifié de « relativement complexe » : le trouble schizo-affectif. En raison de la faible concordance inter-juges, certains psychiatres ont totalement contesté le concept de trouble schizo-affectif en tant qu'entité distincte,. La distinction catégorique entre les troubles de l’humeur et la schizophrénie, connue sous le nom de dichotomie kraepelinienne, a également été remise en question par les données de l’épidémiologie génétique.
Dans son ouvrage The Protest Psychosis, Jonathan Metzl affirme que l'hôpital d'État d'Ionia, situé dans le Michigan, a attribué de manière disproportionnée le diagnostic de schizophrénie à des Afro-Américains en raison de leur engagement en faveur des droits civiques.

### TDAH
Le diagnostic et le traitement du TDAH suscitent des controverses depuis les années 1970,,. Ces controverses mobilisent cliniciens, enseignants, décideurs politiques, parents et médias, avec des positions allant jusqu’à considérer le TDAH comme une simple variation normale des comportements, à l'hypothèse selon laquelle le TDAH est une maladie génétique. D’autres domaines de controverse incluent l’utilisation de médicaments stimulants chez les enfants, la méthode de diagnostic et la possibilité de surdiagnostic. En 2012, le National Institute for Health and Care Excellence, tout en reconnaissant la controverse, déclare que les traitements et méthodes de diagnostic actuels sont basés sur la vision dominante de la littérature universitaire. En 2014, Keith Conners, l'un des premiers défenseurs de la reconnaissance du trouble, s'est prononcé contre le surdiagnostic dans un article du New York Times. En revanche, une revue de la littérature médicale évaluée par des pairs en 2014 a indiqué que le TDAH est sous-diagnostiqué chez les adultes.
Les variations significatives des taux de diagnostic selon les pays, les régions, les races et les groupes ethniques suggèrent que des facteurs autres que la simple présence de symptômes de TDAH influencent le diagnostic. Certains sociologues perçoivent le TDAH comme un exemple de médicalisation d’un comportement considéré comme déviant, transformant ainsi un problème autrefois limité à la performance scolaire en une question d’ordre médical,. La majorité des professionnels de santé reconnaissent le TDAH comme un véritable trouble, en particulier chez les individus présentant des symptômes sévères. Parmi les professionnels de santé, le débat se concentre principalement sur le diagnostic et la prise en charge d’un nombre bien plus important de personnes présentant des symptômes modérés,,.
En 2009, 8 % des joueurs de la Major League Baseball des États-Unis avaient reçu un diagnostic de TDAH, rendant ce trouble particulièrement répandu dans cette population. Cette augmentation a coïncidé avec l’interdiction des stimulants par la Ligue en 2006, suscitant des préoccupations quant au fait que certains joueurs pourraient simuler ou falsifier des symptômes ou des antécédents de TDAH afin de contourner cette interdiction.

## Traitement

### Psychochirurgie
La psychochirurgie désigne une intervention chirurgicale sur le cerveau ayant pour objectif de modifier le comportement ou les fonctions psychologiques d’un individu. Historiquement, cette pratique reposait sur des techniques ablatives, consistant à retirer ou à endommager intentionnellement certaines régions du cerveau. Plus récemment, elle a évolué vers l'utilisation de la stimulation cérébrale profonde, qui permet d’activer à distance des zones spécifiques du cerveau sans nécessiter de lésion.
L'une de ces pratiques était la lobotomie, utilisée entre les années 1930 et 1950:20, en vertu de laquelle l'un de ses créateurs, António Egas Moniz, a reçu un prix Nobel en 1949. La lobotomie est tombée en disgrâce dans les années 1960 et 1970. D’autres formes de psychochirurgie ablative étaient utilisées au Royaume-Uni à la fin des années 1970 pour traiter les troubles psychotiques et les troubles de l’humeur. La cingulotomie bilatérale a été utilisée pour traiter les troubles liés à la toxicomanie en Russie jusqu'en 2002. La stimulation cérébrale profonde est utilisée en Chine pour traiter les troubles liés à la toxicomanie.
Aux États-Unis, la lobotomie, initialement accueillie favorablement à la fin des années 1930, a commencé à susciter des critiques à partir de la fin des années 1940 et au début des années 1950. En 1947, The New York Times a mis en lumière les altérations de la personnalité induites par cette pratique, tandis que Science Digest publiait des articles questionnant son impact sur la personnalité et les capacités intellectuelles. La lobotomie a été largement décrite comme un moyen de contrôler la non-conformité dans le livre Vol au-dessus d'un nid de coucou, paru en 1962:70.
Aux États-Unis, la psychochirurgie a fait l’objet de vives critiques à la fin des années 1960 et durant les années 1970, notamment par le psychiatre Peter Breggin. Ce dernier a assimilé toute forme de psychochirurgie à la lobotomie, une stratégie rhétorique visant à dénoncer et discréditer la pratique de la psychochirurgie dans son ensemble:116. Peter Breggin a qualifié la psychochirurgie de « crime contre l’humanité, un acte intolérable tant sur le plan médical qu’éthique et juridique ». En réponse, les psychochirurgiens William Beecher Scoville et Petter Lindström ont rejeté cette critique, la qualifiant d’émotionnelle et dénuée de fondement factuel:121.
En 1973, la psychochirurgie a été examinée par le Sénat américain, plus précisément par le sous-comité de la santé du Comité sénatorial du travail et de la protection sociale, présidé par le sénateur Edward Kennedy, en raison de préoccupations croissantes concernant les limites éthiques de la science et de la médecine. Lors de cette audition, Peter Breggin a argumenté que les nouvelles méthodes de psychochirurgie n’étaient en réalité que des variantes de la lobotomie, produisant les mêmes effets : « émoussement émotionnel, passivité et capacité d’apprentissage réduite ». Il a également averti que les psychochirurgiens représentaient une menace potentielle pour les valeurs américaines traditionnelles, estimant que dans un régime totalitaire, la lobotomie et la psychochirurgie seraient les instruments de contrôle social équivalents à la police secrète. En réponse, le sous-comité a publié un rapport en 1977 recommandant une collecte minutieuse des données sur la psychochirurgie, tout en préconisant l’interdiction de cette pratique sur les enfants et les prisonniers:123.

### Thérapie par électrochocs
L'électroconvulsivothérapie (ECT) est une méthode thérapeutique qui a été couramment employée entre les années 1930 et 1960 et qui, dans une version modifiée, demeure utilisée de nos jours,. La thérapie par électrochocs faisait partie des traitements que le mouvement anti-psychiatrie cherchait à éliminer de la pratique psychiatrique. Leurs arguments étaient que l'ECT endommageait le cerveau, et était utilisé comme punition ou comme menace pour maintenir les patients « dans le droit chemin ». Depuis lors, l’ECT s’est considérablement améliorée,, et est désormais réalisée sous anesthésie générale dans un environnement sous surveillance médicale.
Le National Institute for Health and Care Excellence recommande l'ECT pour le traitement à court terme de la dépression sévère et résistante au traitement, et déconseille son utilisation dans la schizophrénie,. Selon le Réseau canadien pour le traitement de l'humeur et de l'anxiété, l'ECT est plus efficace pour le traitement de la dépression que les antidépresseurs, avec un taux de réponse de 90 % en traitement de première intention et de 50 à 60 % chez les patients résistants au traitement.
Les effets secondaires les plus courants de l'ECT comprennent des maux de tête, des douleurs musculaires, de la confusion et une perte temporaire de la mémoire à court-terme,,. Les patients peuvent également souffrir d’amnésie permanente.

## Commercialisation des médicaments antipsychotiques
La psychiatrie a grandement bénéficié des progrès de la pharmacothérapie:110–112,. Toutefois, la relation étroite entre les prescripteurs de médicaments psychiatriques et les sociétés pharmaceutiques, ainsi que le risque de conflit d’intérêts constituent également une source de préoccupation. Cette relation est souvent décrite comme faisant partie du complexe médico-industriel. Ce marketing de l'industrie pharmaceutique a une influence sur les psychiatres en exercice, ce qui affecte la prescription. La psychiatrie infantile est l'un des domaines où la prescription de médicaments psychotropes a considérablement augmenté. Autrefois rare, la prescription de ces médicaments aux enfants est désormais courante, les pédopsychiatres prescrivant régulièrement des substances psychotropes telles que la Ritaline:110–112.
Joanna Moncrieff a affirmé que les antipsychotiques sont fréquemment employés davantage comme un moyen de contrôle que pour traiter des symptômes spécifiques ressentis par le patient. Moncrieff a également affirmé dans la revue controversée et non évaluée par des pairs Medical Hypotheses que les preuves des études sur l'arrêt des antipsychotiques pourraient être biaisées, car elles omettent de considérer que ces médicaments peuvent sensibiliser le cerveau et déclencher une psychose lors de l'arrêt, ce qui pourrait alors être erronément interprété comme une rechute de l'état initial.
L'utilisation de cette classe de médicaments a suscité des critiques dans le cadre des soins résidentiels. En raison de leur capacité à rendre les patients plus calmes et dociles, certains estiment que ces médicaments peuvent être administrés de manière excessive. Les médecins extérieurs peuvent également se sentir sous pression de la part du personnel des maisons de retraite pour prescrire ces traitements. Une étude officielle commandée par les ministres du gouvernement britannique a révélé que l'utilisation injustifiée de médicaments antipsychotiques pour traiter la démence était courante et qu'elle était responsable de 1 800 décès par an,. Aux États-Unis, le gouvernement a intenté une action en justice contre la société pharmaceutique Johnson & Johnson, l'accusant d'avoir versé des pots-de-vin à Omnicare pour promouvoir son antipsychotique, la rispéridone (Risperdal), dans les maisons de retraite.
Une controverse a également émergé concernant le rôle des entreprises pharmaceutiques dans la commercialisation et la promotion des antipsychotiques, avec des allégations selon lesquelles elles minimiseraient ou dissimuleraient les effets secondaires, augmenteraient artificiellement le nombre de maladies, ou favoriseraient illégalement l'usage hors indication. De plus, elles seraient accusées d'influencer les essais cliniques (et leur publication) pour démontrer que les nouveaux médicaments atypiques, coûteux et rentables, étaient supérieurs aux anciens médicaments typiques moins chers, qui étaient déjà hors brevet[réf. nécessaire]. À la suite d'accusations de marketing illégal, les accords conclus par deux grandes entreprises pharmaceutiques aux États-Unis ont entraîné les amendes pénales les plus élevées jamais infligées à des sociétés. Un des cas concernait l'antipsychotique Zyprexa d'Eli Lilly and Company, tandis que l'autre impliquait Bextra. Dans l'affaire Bextra, le gouvernement a également accusé Pfizer d'avoir commercialisé illégalement un autre antipsychotique, le Geodon. De plus, AstraZeneca est confrontée à plusieurs poursuites pour préjudice corporel intentées par d'anciens utilisateurs de Seroquel (quétiapine), dans le cadre d'enquêtes fédérales concernant ses pratiques de marketing. En étendant les indications pour lesquelles ils étaient prescrits, le Seroquel d'AstraZeneca et le Zyprexa d'Eli Lilly sont devenus les antipsychotiques les plus vendus en 2008, enregistrant des ventes mondiales de 5,5 milliards de dollars et 5,4 milliards de dollars respectivement.
Joseph Biederman, professeur de médecine à Harvard, a dirigé des recherches sur le trouble bipolaire chez les enfants, ce qui a conduit à une augmentation des diagnostics de cette condition. Une enquête menée par le Sénat en 2008 a révélé que Biederman avait perçu 1,6 million de dollars en honoraires de conférence et de conseil entre 2000 et 2007, dont certains n'avaient pas été divulgués à Harvard, de la part d'entreprises, y compris des fabricants de médicaments antipsychotiques prescrits aux enfants atteints de trouble bipolaire. Johnson & Johnson a versé plus de 700 000 dollars à un centre de recherche dirigé par Biederman de 2002 à 2005, où des recherches ont été menées, en partie, sur le Risperdal, un médicament antipsychotique produit par la société. Biederman a répondu que ces fonds n'avaient pas influencé ses travaux et qu'il n'avait pas promu un diagnostic ou un traitement spécifique.
En 2004, Dan Markingson, un participant à une étude à l'Université du Minnesota, s'est suicidé alors qu'il était inscrit à un essai clinique sponsorisé par l'industrie, comparant trois antipsychotiques atypiques approuvés par la FDA : Seroquel (quétiapine), Zyprexa (olanzapine) et Risperdal (rispéridone). Dans un article portant sur les circonstances entourant la mort de Markingson dans le cadre de l'étude, conçue et financée par le fabricant de Seroquel, AstraZeneca, le professeur de bioéthique de l'Université du Minnesota, Carl Elliott, a souligné que Markingson avait été enrôlé dans l'étude contre la volonté de sa mère, Mary Weiss, et qu'il avait été contraint de choisir entre participer à l'étude ou être interné d'office dans un établissement psychiatrique public. Une enquête plus approfondie a révélé des liens financiers entre AstraZeneca et le psychiatre de Markingson, le Dr Stephen C. Olson, ainsi que des lacunes et des biais dans la conception de l'essai mené par AstraZeneca. Elle a également mis en évidence l'insuffisance des protections offertes par le comité d'examen institutionnel (IRB) de l'université pour les participants à la recherche. Une enquête menée par la FDA en 2005 a innocenté l'université. Cependant, la controverse entourant cette affaire persiste. L'affaire, couverte par Mother Jones, a poussé un groupe de professeurs à adresser une lettre publique au conseil d'administration de l'université, demandant la conduite d'une enquête externe sur le décès de Markingson.
Les sociétés pharmaceutiques ont également été accusées de tenter de définir l’ordre du jour en matière de santé mentale par le biais d’activités telles que le financement de groupes de défense des consommateurs.
Dans le but de minimiser les risques de conflits d'intérêts dissimulés entre les chercheurs et les entreprises pharmaceutiques, le gouvernement américain a mis en place, en 2012, une directive obligeant les fabricants de médicaments bénéficiant de financements dans le cadre des programmes Medicare et Medicaid à collecter des données et à rendre publics tous les cadeaux offerts aux médecins et aux hôpitaux:317.

## Antipsychiatrie
Le terme « antipsychiatrie » a été introduit par le psychiatre David Cooper en 1967 et désigne, dans le contexte de la psychiatrie contemporaine, une opposition aux différents aspects du rôle que la psychiatrie est perçue d'exercer dans les traitements. Le mouvement antipsychiatrie soutient que les traitements psychiatriques sont « finalement plus nuisibles qu'utiles pour les patients ». La psychiatrie est perçue comme établissant une « relation de pouvoir déséquilibrée entre le médecin et le patient », les défenseurs de l'antipsychiatrie dénonçant un processus de diagnostic subjectif, qui laisse une grande place aux jugements et aux interprétations personnelles,. Toutes les sociétés, y compris les sociétés occidentales libérales, autorisent le traitement obligatoire des malades mentaux. L'Organisation mondiale de la santé (OMS) admet que « les services de mauvaise qualité et les violations des droits de l'homme dans les établissements de santé mentale et de soins sociaux demeurent fréquentes dans de nombreuses régions », mais a récemment entrepris des actions pour améliorer la situation à l'échelle mondiale.
L'électroconvulsivothérapie, largement pratiquée entre les années 1930 et 1960, demeure utilisée de nos jours sous une forme modifiée. Le Valium, ainsi que d'autres sédatifs, ont été largement prescrits, ce qui a conduit à ce que certains considèrent comme une épidémie de dépendance. Voici quelques-uns des arguments avancés par le mouvement anti-psychiatrie pour dénoncer les effets nuisibles de la pratique psychiatrique.
De nombreux auteurs, dont certains étaient eux-mêmes psychiatres, sont devenus figures emblématiques du mouvement anti-psychiatrie. Ronald Laing, l'un des plus influents, publia une série d'ouvrages, dont The Divided Self. Thomas Szasz s'illustra avec Le Mythe de la maladie mentale. Michel Foucault interrogea les bases mêmes de la psychiatrie, qu'il qualifia de répressive et de contrôlante. Le terme « antipsychiatrie » fut quant à lui forgé par David Cooper en 1967,. Le fondateur de l’approche non psychiatrique de la souffrance psychique est Giorgio Antonucci.
Les divergences au sein de la psychiatrie ont donné naissance au mouvement de l'antipsychiatrie dans les années 1960 et 1970, et ces débats persistent encore aujourd'hui. Les questions qui demeurent pertinentes dans la psychiatrie contemporaine portent sur la liberté versus la coercition, l'esprit versus le cerveau, la nature versus l'éducation, et le droit à la différence.

## Mouvement des survivants de la psychiatrie
Le mouvement des survivants de la psychiatrie est né du mouvement des droits civiques de la fin des années 1960 et du début des années 1970 et des histoires personnelles d’abus psychiatriques subis par certains anciens patients plutôt que du discours intradisciplinaire de l’antipsychiatrie. Le texte clé dans le développement intellectuel du mouvement des survivants, du moins aux États-Unis, était le texte de Judi Chamberlin de 1978, On Our Own: Patient Controlled Alternatives to the Mental Health System,. Chamberlin était un ancien patient et cofondateur du Front de libération des malades mentaux. Réunis autour du bulletin d'information des anciens patients Dendron, à la fin de 1988, les dirigeants de plusieurs des principaux groupes nationaux et locaux de survivants de la psychiatrie ont estimé qu'une coalition indépendante de défense des droits de l'homme axée sur les problèmes du système de santé mentale était nécessaire. Cette année-là, la Coalition Internationale de Soutien (SCI) a été créée. La première action publique du SCI a été d'organiser une contre-conférence et une manifestation à New York, en mai 1990, en même temps que (et juste à l'extérieur de) la réunion annuelle de l'American Psychiatric Association. En 2005, le SCI a changé de nom pour devenir Mind Freedom International avec David W. Oaks comme directeur.